# Tjeukemeer
Tjeukemeer (fryz. Tsjûkemar) – jezioro w Holandii, największe w południowo-zachodniej Fryzji. Przystosowane do żeglugi, uprawiania sportów wodnych, siecią kanałów połączone z morzem Północnym. Przez zachodnią część jeziora dzięki sieci wiaduktów, mostów oraz nasypów ziemnych przebiega autostrada A6.